# Jakub Fabiánek
Jakub Fabiánek (* 22. května 2003) je český fotbalový záložník a bývalý mládežnický reprezentant, od léta 2025 hraje za Opavu.

## Klubová kariéra
S fotbalem začal v Kralicích na Hané, odkud v roce 2011 odešel do Prostějova.

### SK Sigma Olomouc
Do Olomouce přišel v roce 2014. Do seniorského fotbalu poprvé pronikl v roce 2022, kdy začal hrát za třetiligovou rezervu. V té samé sezoně pomohl k postupu B-týmu olomouckých do druhé ligy. Jediné branky v této štaci v Sigmě se dočkal 10. října 2022 proti béčku pražské Slavie, kdy v 92. minutě završil drtivou výhru Hanáků 4:0. Po dobu angažmá byla kadence jeho nasazování do hry střídavá, za tři roky v rezervě nastoupil celkem do 71 soutěžních zápasů, dal jeden gól a na 4 nahrál.

### SFC Opava
Dne 16. června 2025 podepsal dvouletou smlouvu v Opavě.

## Reprezentační kariéra
Fabiánek taktéž reprezentoval Česko v mládežnických kategoriích U15 a U16. V květnu 2018 odehrál v kategorii U15 dvojzápas proti Belgii. V kategorii U16 nastoupil do 3 zápasů, ve kterých dvakrát skóroval.